# Phobaeticus mjobergi
Phobaeticus mjobergi är en insektsart som först beskrevs av Günther 1935.  Phobaeticus mjobergi ingår i släktet Phobaeticus och familjen Phasmatidae. Inga underarter finns listade i Catalogue of Life.